# Bestellrhythmussystem
Das Bestellrhythmusverfahren ist ein Teilbereich der Bestellpolitik. Die Bestellpolitik selbst gehört zum Bereich der Beschaffung und in weiterer Folge zur Materialwirtschaft.
Unterschieden wird zwischen Bestellpunktverfahren und Bestellrhythmusverfahren.
Das Bestellrhythmusverfahren gehört zu den verbrauchsorientierten Bestellverfahren. Hierbei handelt es sich um eine terminbezogene Bestellauslösung, bei der innerhalb konstanter Zeitintervalle (also zyklisch) eine Bestellung vorgenommen wird, wobei die Bestellmenge entweder fix vorgegeben ist oder variiert. Nach Ablauf des festen Bestellintervalls wird in jedem Fall nachbestellt, sofern eine Lagerbewegung stattgefunden hat.

## Anwendung in der Praxis
Das Bestellrhythmusverfahren wird angewendet,
- wenn der Lieferrhythmus durch den Lieferanten vorgegeben ist.
- wenn der Fertigungsrhythmus des Unternehmens eine Bestellung fehlender Materialien nur zu bestimmten Vorsageperioden zulässt.

## Bestellrhythmus-Politik

### Bestellrhythmus-Losgrößen-Politik
Dieses Verfahren wird auch (t,q)-Politik bezeichnet, da die Bestellung innerhalb fixer Bestellperioden (t0) und für eine fixe Bestellmenge (q0) erfolgt.

#### Anwendung
Diese Politik ist sinnvoll, wenn der Bedarf über einen längeren Zeitraum konstant bleibt. 

#### Vorteile
Da weniger Koordinationsaufwand erforderlich ist, können in diesem Bereich Kosten gespart werden.
Bei bestimmten Mengen gibt es eine Planungssicherheit.

#### Nachteile
Durch unzureichende Lagerbestandskontrolle kann es bei einem unregelmäßigen Bedarf zu Fehlbeständen kommen. Dies führt zu Fehlmengenkosten wie zum Beispiel entgangene Gewinne, Konventionalstrafen, überhöhte Beschaffungskosten, Kosten des Maschinenstillstandes oder Verlust von Goodwill.
Zusätzlich ist durch eine fixe Bestellmenge die Gefahr von überhöhten Lagerbeständen gegeben, die wiederum Lagerhaltungskosten verursachen können (zum Beispiel erhöhte Raumkosten durch steigenden Platzbedarf, Vorratshaltungskosten, erhöhte Prüfkosten oder steigende Zins- und Kapitalkosten, Verderb, Qualitätsverlust). Das bewertete Risiko ist umso höher, je höher die Kapitalbindung ist.
Formel: {\displaystyle P=D\cdot (B+U)+S}
P: Bestellpunkt = Meldebestand
D: durchschn. Verbrauch pro Zeitspanne;
B: Beschaffungszeit; 
U: Überprüfungszeit; 
S: Sicherheitsbestand;

### Bestellrhythmus-Lagerniveau-Politik
Bei der (t,S)-Politik erfolgt die Bestellung innerhalb fixer Bestellintervalle (t0), jedoch mit variablen Bestellmengen (qi). Nach t0 Zeiteinheiten wird jeweils so viel bestellt, dass, unter Berücksichtigung der normalen Lieferfrist und des jeweils noch vorhandenen Lagerbestandes, das Lager bis an seine Kapazitätsgrenze S aufgefüllt wird. Dieses Niveau S muss ausreichen, um Nachfrageschwankungen auszugleichen, da zwischen den Perioden der Lagerbestand nicht kontrolliert wird. 

#### Anwendung
Diese Politik ist sinnvoll, wenn zum Beispiel mehrere Artikel vom gleichen Lieferanten
bezogen werden, da das Verfahren in diesem Fall eine koordinierte Bestellung ermöglicht.

#### Vorteile
Durch Setzen einer Kapazitätsgrenze wird der Höchstbestand limitiert, was zu einer Verringerung der Lagerhaltungskosten führt. Da das Lagermaterial auf einem vorgegebenen Niveau S gehalten wird, können sowohl Zinskosten als auch Lager- und Handlingkosten reduziert werden.
Ebenso wird das bewertete Risiko dezimiert, indem es zu einer eingeschränkten Kapitalbindung kommt.

#### Nachteile
Bei einem unregelmäßigen Bedarf können aufgrund der fixen Bestellintervalle Fehlbestände auftreten, die zu Fehlmengenkosten führen können.

## Vergleich zum Bestellpunktverfahren
Vorteilhaft gegenüber dem Bestellpunktverfahren ist, dass eher Sammelbestellungen für gleichartige Materialien gebildet werden können, für die unter Umständen bessere Konditionen erzielt werden können. Ein weiterer Vorteil liegt im geringeren Kontrollaufwand, da während des Bestellintervalls keine Vorratsprüfungen vorgenommen werden.
Nachteilig ist, dass der Verbrauch in der Zeit zwischen zwei Überprüfungsterminen zusätzlich zum Verbrauch während der Wiederbeschaffungszeit zu überbrücken ist und der Lagerbestand erhöht werden muss. 
Insofern ist auch erklärlich, dass das Bestellrhythmussystem häufiger im Handel anzutreffen ist. Dort sind kurze Wiederbeschaffungszeiten durch koordinierte Lieferungen aus Zentrallagern möglich.